# South Padre Island
South Padre Island è un centro abitato degli Stati Uniti d'America, situato nella contea di Cameron dello Stato del Texas.

## Geografia fisica
Secondo lo United States Census Bureau, ha un'area totale di 1,9 miglia quadrate (4,9 km²), di cui 1,8 miglia quadrate (4,7 km²) di terreno e 0,1 miglia quadrate (0,26 km²) (4.23%) d'acqua.
La città si trova a sud dell'Isola del Padre, un'isola barriera sulla costa meridionale del Texas accessibile tramite una strada rialzata dalla città di Port Isabel. L'isola e la città devono il nome a José Nicolás Ballí (Padre Ballí), un sacerdote cattolico e colono.

## Società

### Evoluzione demografica
Secondo il censimento del 2000, c'erano 2.422 persone, 1.222 nuclei familiari, e 662 famiglie residenti nella città. La densità di popolazione era di 1.335,9 persone per miglio quadrato (516,7/km²). C'erano 4.685 unità abitative a una densità media di 2.584,1 per miglio quadrato (999,4/km²). La composizione etnica della città era formata dal 94,59% di bianchi, lo 0,70% di afroamericani, lo 0,45% di nativi americani, lo 0,21% di asiatici, lo 0,04% di isolani del Pacifico, il 2,77% di altre razze, e l'1,24% di due o più etnie. Il 22,83% della popolazione era costituito da Ispanici o latinos di ogni razza.
C'erano 1.211 nuclei familiari di cui il 15,4% avevano figli di età inferiore ai 18 anni, il 47,2% erano coppie sposate conviventi, il 4,2% aveva un capofamiglia femmina senza marito, e il 45,3% erano non-famiglie. Il 35,8% di tutti i nuclei familiari erano monocomponenti e il 7,8% aveva componenti con un'età di 65 anni o più che vivevano da soli. Il numero di componenti medio di un nucleo familiare era di 2,00 e quello di una famiglia era di 2,54.
La popolazione era composta dal 12,9% di persone sotto i 18 anni, il 6,2% di persone dai 18 ai 24 anni, il 28,2% di persone dai 25 ai 44 anni, il 34,2% di persone dai 45 ai 64 anni, e il 18,4% di persone di 65 anni o più. L'età media era di 47 anni. Per ogni 100 femmine c'erano 113,8 maschi. Per ogni 100 femmine dai 18 anni in giù, c'erano 115,9 maschi.
Il reddito medio di un nucleo familiare era di 45.417 dollari, e quello di una famiglia era di 53.250 dollari. I maschi avevano un reddito medio pro capite di 39.250 dollari contro i 30.028 dollari delle femmine. Il reddito medio pro capite era di 31.708 dollari. Circa il 10,2% delle famiglie e il 12,0% della popolazione erano sotto la soglia di povertà, incluso l'11,1% di persone sotto i 18 anni e il 7,8% di persone di 65 anni o più.